# Усі собаки потрапляють до раю
«Усі собаки потрапляють до раю» (англ. All Dogs Go To Heaven) — американсько-ірландський повнометражний анімаційний мультфільм режисера і мультиплікатора Дона Блута. Прем'єра відбулась 17 листопада 1989 року.

## Сюжет
Новий Орлеан, 1939 рік. Після втечі з притулку для тварин бездомний пес Чарлі Гавкін і його кращий друг такса Чухлик повертаються в казино, яким Чарлі володіє спільно з бульдогом Бульдозером. Проте Бульдозер не в захваті від повернення партнера, оскільки він вже давно мріє одноосібно володіти бізнесом. Разом зі своїм поплічником Кіллером Бульдозер вирішує вбити Чарлі. 
Обманом вони виводять п'яного Чарлі на пірс, зав'язують йому очі та зіштовхують на нього автомобіль. Чарлі гине і опиняється в раю, де його зустрічає хорт-янгол на ім'я Анабель. Вона пояснює йому що він помер і що його вбив Бульдозер. Чарлі обурюється і вимагає повернути його на Землю щоб помститись своєму вбивці, але отримує категоричну відмову. Задуривши янголу голову Чарлі викрадає свій годинник життя, знову заводить його і повертається на землю під крики Анабель що якщо він знову помре то вже ніколи не зможе потрапити до раю. Опинившись на землі Чарлі розшукує Чухлика. Чухлик намагається переконати Чарлі поїхати з міста і почати нове життя, проте Чарлі його не слухає. Він починає стежити за Бульдозером і виявляє що той тримає в підвалі казино дівчинку-сироту Енн-Марі, яка володіє надзвичайним даром — вона вміє розмовляти з тваринами. Завдяки дару дівчинка дізнається від тварин про результати перегонів і повідомляти Бульдозеру про переможців забігів.  Вирішивши розбагатіти за рахунок Енн-Марі, Чарлі забирає її з собою, пообіцявши знайти їй нових батьків.
Щоб зробити першу ставку, Чарлі краде у молодої подружньої пари гаманець і робить ставку на кінських перегонах, дізнавшись переможця забігу за допомогою Енн-Марі. Використовуючи дар дівчинки Чарлі швидко багатіє і разом з Чухликом відкривають власне казино, але це не подобається Енн-Марі, яка почала здогадуватись що Чарлі її просто використовує. Щоб задобрити дівчинку Чарлі приводить її до Фло — самотньої коллі, яка живе в покинутій церкві зі зграєю голодних цуценят. Чарлі приносить цуценятам піцу. Тут Енн-Марі випадково знаходить гаманець, який Чарлі викрав у пари. Вона знаходить адресу, і на наступний день самостійно повертає їм гаманець. Коли Чарлі знаходить Енн-Марі, то бачить що та подружня пара прийняла її, як рідну доньку, і Енн-Марі тепер щасливо живе з ними. Обманом Чарлі знову вдається переконати дівчинку піти з ним.
Тим часом Бульдозер лютує через те що Чарлі виявився живий, та ще й викрав «його» Енн-Марі. Бульдозер, разом з Кіллером та іншими своїми головорізами, підстерігає Чарлі та Енн-Марі на вулиці і намагається застрелити Чарлі із кулемета. Намагаючись втекти, Чарлі та Енн-Марі випадково провалюються у каналізацію, де їх схопило плем'я диких щурів. Щури намагаються згодувати своїх бранців гігантському алігатору. Коли алігатор кладе Чарлі першим собі в пащу, той виє від жаху. Алігатор приймає його виття за спів, розчулюється і відпускає їх обох. 
В цей час Енн-Марі стає недобре (у неї почалася пневмонія). Чарлі відводить Енн-Марі до церкви, де він та Фло доглядають за нею. В цей час до них приходить побитий Чухлик і розповідає Чарлі, що до їхнього казино навідався Бульдозер зі своєю бандою, побив його і спалив казино. Чухлик починає дорікати Чарлі за те що той його не послухав і за те що він зв'язався з Енн-Марі. Виправдовуючись, Чарлі каже що йому начхати на дівчисько і що вона йому потрібна лише заради грошей, але його слова випадково чує Енн-Марі. Ображена дівчинка вибігає з церкви і її ловить Бульдозер. Чарлі біжить у лігво Бульдозера щоб врятувати Енн-Марі, а Фло тим часом просить Чухлика покликати на допомогу молоду пару яка збиралась вдочерити дівчинку.
Проникнувши у лігво Бульдозера, Чарлі знаходить клітку з Енн-Марі підвішену над водою, але розуміє що опинився у пасці, яку влаштував для нього Бульдозер. На Чарлі кидаються головорізи, один з яких кусає його за ногу. Чарлі виє від болю, на його виття з'являється алігатор і допомагає йому. Під час бійки з Чарлі Бульдозер падає у воду і його ковтає алігатор. Енн-Марі теж опиняється у воді і починає тонути. Чарлі кидається їй на допомогу, але упускає годинник який підтримує в ньому життя і той тоне. Після недовгих вагань Чарлі все ж вирішує спочатку врятувати Енн-Марі. Він витягнув дівчинку на дошку і штовхає її до берега, а сам пірнає за годинником, але пізно — в механізм потрапляє вода, годинник зупиняється і Чарлі помирає. Кіллер допомагає Енн-Марі дістатись до берега, де на неї чекають прийомні батьки, а також Чухлик, Фло та інші вуличні собаки.
Вночі до сплячої Енн-Марі приходить дух Чарлі. Він прощається з дівчинкою, а також просить її подбати про Чухлика, який тепер живе з нею. Енн-Марі знову засинає, а Чарлі підходить до відчиненого вікна і зникає у сяйві. За те що він віддав життя щоб врятувати дівчинку, Анабель дозволила йому повернутись в рай. 

## У ролях
- Берт Рейнольдс — Чарлі Гавкін
- Дом Делуїз — Чухлик
- Джудіт Барсі — Енн-Марі
- Вік Тейбек — Бульдозер
- Чарлз Нельсон Рейлі — Кіллер
- Мельба Мур — хорт-янгол (Анабель)
- Лоні Андерсон — Фло
- Кен Пейдж — алігатор
- Роб Фуллер — прийомний батько Енн-Марі
- Ерлін Кері — прийомна мати Енн-Марі

## Цікаві факти
- Ідея мультфільму з'явилась у Дона Блута після виходу мультфільма «Таємниця щурів» (1982). За початковим сценарієм сюжет мав розповідати про собаку-приватного детектива, і уявляв собою кіноальманах, який складався з трьох історій. Головний герой створювався спеціально для Берта Рейнольдса.
- У книзі де написана біографія Чарлі можна помітити що він народився 13 вересня 1937 року. Це дата народження Дона Блута.
- Для дівчинки-акторки Джудіт Барсі озвучування Енн-Марі стало останньою роботою. За рік до прем'єри, 25 липня 1988 року вона разом з матір'ю була вбита своїм батьком. Фінальна пісня «Love Survives», мелодія якої є леймотивом мультфільму, була присвячена її пам'яті.